# Julio Argentino Roca
Pour les articles homonymes, voir Roca.
Alejo Julio Argentino Roca Paz (San Miguel de Tucumán, 17 juillet 1843 - Buenos Aires, 19 octobre 1914) est un homme politique et militaire argentin des XIXe et XXe siècles. Président de la Nation à deux reprises, du 12 octobre 1880 au 12 octobre 1886 et du 12 octobre 1898 au 12 octobre 1904.

## Les débuts
Julio Argentino Roca est le fils du colonel Reducindo Roca et de Agustina Paz y Figueroa. Il fait ses études au collège de la Conception en Uruguay puis commence une carrière militaire en 1858. Vétéran de la guerre fratricide entre Buenos Aires et la Confédération argentine qui eut lieu de 1859 à 1861, il participa aussi à la guerre de la Triple Alliance contre le Paraguay de 1865 à 1870, guerre dans laquelle il perd son père et ses deux frères.
Il tira les ficelles de la politique argentine pendant plus de 30 ans par le biais du Parti autonomiste national, tissant des systèmes d'alliance complexes avec différentes forces, ce qui lui valut le nom de « el Zorro » (en français : le Renard). Roca se fit donner la charge du ministère de la guerre. Il fit adopter le 14 août 1878 un plan de guerre offensive contre les indigènes habitant la Patagonie, dans le but d'accroître le territoire sous souveraineté effective de l'Argentine. Il s'agissait aussi de damer le pion au Chili qui depuis longtemps lorgnait vers ces territoires jamais encore soumis.

## La campagne du «désert»
Il mit au point la très mal nommée Conquête du Désert (1879-1884), que les spécialistes modernes ont qualifié d'acte de génocide et de purification ethnique caractérisé. L'objet même de la dite campagne rend compte de la manière dont les peuples autochtones étaient perçus à l'époque : malgré leur présence, ces terres étaient qualifiées de désert. Cette intervention fut également justifiée politiquement, en alléguant que ce territoire, jusque là objet d'un litige relevant du droit international public, était sur le point d'être conquis par le Chili — effectivement il fut par la suite l'objet du traité de 1881 entre l'Argentine et le Chili.
À la tête d'une armée bien équipée et bien entrainée, Roca arracha donc la Patagonie aux autochtones de l'ethnie mapuche. On estime à plus de 20 000 le nombre des victimes non combattantes (femmes, enfants, vieillards) hors hommes certes en âge de combattre mais absolument pas équipés. D'après Eduardo Galeano, les soldats recevaient une prime par paire de testicules rapportées comme trophée de leur "chasse aux Indiens". 
L'Argentine vendit ces nouveaux hectares de terres, en offrant toutefois une partie à des politiciens et autres personnes influentes. Roca fut ainsi attributaire de 30 000 hectares.[réf. souhaitée]

## Atrocités et génocide
La plupart des autochtones prisonniers furent déportés dans les régions les plus stériles de Patagonie. 3 000 d'entre eux furent déportés à Buenos Aires. Là, on les sépara par genre, afin d'empêcher qu'ils ne puissent procréer: les femmes furent dispersées dans les différents quartiers de la ville, et utilisées comme servantes, tandis que les hommes furent envoyés notamment dans l'île de Martín García, où ils moururent en grande majorité après quelques années de réclusion.[réf. souhaitée]

## Première présidence de la Nation (1880 - 1886)

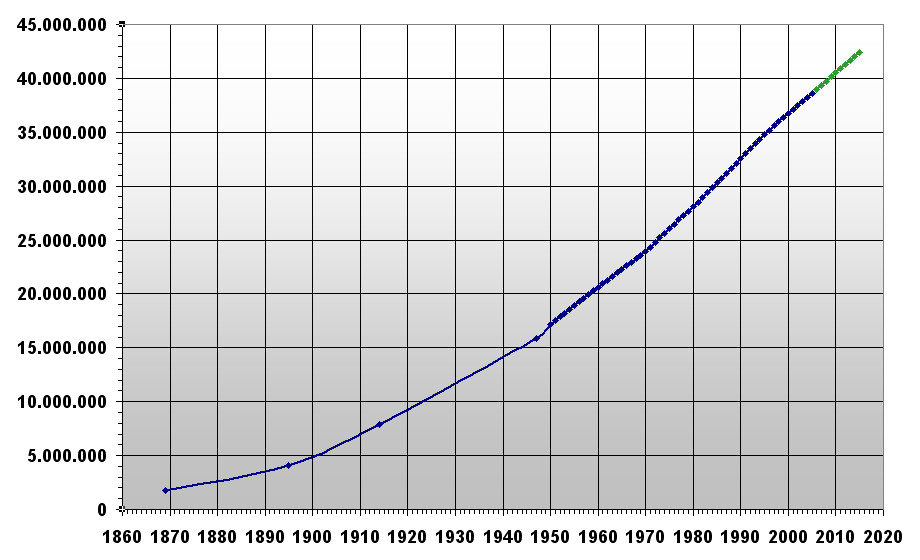
Développement de la population argentine de 1868 à 2015 (en vert : les projections). L'accroissement de la population argentine est intense à la fin du XIXe siècle.

Lors des élections de 1880, il affronte l'ancien gouverneur de Buenos Aires Carlos Tejedor et remporte la majorité au collège électoral (155 voix pour Roca, 70 pour Tejedor). À l'âge de 35 ans, il est le président le plus jeune de toute l'histoire du pays. Son gouvernement apporte une grande prospérité au pays, alimentée par une immigration massive, la construction de chemins de fer et le développement des exportations agricoles. Cependant, sur le plan des libertés civiques, Roca n'hésite pas à user d'autoritarisme face à ses adversaires politiques, ni même à bafouer le principe des autonomies provinciales en nommant directement les gouverneurs provinciaux, théoriquement élu par les électeurs de chaque province. 
Sa première présidence est marquée par une période de conflit ouvert avec le clergé et les catholiques argentins en raison de sa politique de laïcisation de l'État. En 1883 intervient le premier bras de fer entre les conservateurs et l'Église Catholique : le 10 janvier 1883, l'évêque de Cordoba, Mamerto Esquiú, décède, laissant la gestion de son évêché à son vicaire, Geronimo Clara. Celui-ci, dans une oraison pastorale du 25 avril 1884 interdit aux pères d'envoyer leurs enfants à l'école laïque, en raison de la nomination d'une professeur d'origine américaine et protestante, Frances Amstrong. Le gouverneur de Cordoba, Gustavo Gavier, dénonce la pastorale comme un délit de subversion, ce qui amène à la suspension du vicaire, ainsi que la destitution de deux autres clercs professant des idées analogues : les vicaires de Jujuy et de Santiago del Estero. 
Il sépare effectivement l'Église de l'État, fait voter les lois du registre civil et du mariage civil, ce qui amène la rupture des relations avec le Vatican et le pape Léon XIII. Il donne une forte impulsion à l'éducation grâce à la « loi 1420 » (initiative de Domingo Faustino Sarmiento, alors directeur du Conseil National de l’Éducation) qui établissait l'enseignement primaire gratuit, obligatoire et laïque pour tous les habitants du pays.
Cependant, la spéculation financière et la corruption règnent en maître pendant son gouvernement, aggravées par la fraude électorale. Il résout le problème laissé en suspens de la situation de la capitale de la République, en transformant la ville de Buenos Aires en territoire fédéral, en 1881.

## L'interrègne
Son beau-frère Miguel Juárez Celman lui succède, bien que les ressorts principaux de la vie politique argentine restent en grande partie entre les mains de Roca et de son Parti autonomiste, à tel point que Juárez Celman dira, dans son discours au Congrès de 1889 : 

« Il n'existe pas d'autre parti que le Parti autonomiste national (PAN) auquel appartiennent les majorités parlementaires et tous les gouvernements de la nation et de ses états. »

La succession de Roca faisait si peu de mystère que Edouardo Wilde, ancien ministre de l'Education dans le premier gouvernement Roca déclare dans les colonnes du Figaro. 
« Sera président, le candidat que désignera Roca » 
Juárez Celman doit démissionner en 1890 au milieu d'une grave crise économique et financière. Carlos Pellegrini, qui termine son mandat et conduit habilement la sortie de crise se profile comme opposant à Roca. Il avait en effet la même conception du progrès que Roca (création d'infrastructures, immigration et exportations agricoles), mais il pensait qu'il fallait abandonner le caudillisme et la fraude électorale comme moyen d'accéder au pouvoir. D'autres hommes politiques du parti partageaient ces idées comme Roque Sáenz Peña. Dans le même temps l'Unión Cívica de Leandro N. Alem se posait en alternative révolutionnaire et les secteurs des classes moyennes urbaines s'identifiaient à lui. L'Unión Cívica avait été à la tête de soulèvements insurrectionnels en 1890, 1892 et 1893, écrasés finalement par l'armée commandée par Roca et par le général Ignacio Fotheringham.
Une fois débarrassé de cette opposition de l'Unión Cívica, Roca manœuvra pour se défaire de l'opposition interne au sein de son propre parti autonomiste. Face à la menace de candidature présidentielle de Roque Sáenz Peña, il opposa celle du propre père de ce dernier, Luis Sáenz Peña, qui fut élu pour la période 1892-1898. Mais bientôt privé de l'appui de Roca, Sáenz Peña démissionna en janvier 1895 et José Evaristo Uriburu son vice-président lui succéda, bien plus obéissant aux instructions du « Renard ».

## Deuxième mandat de Roca (1898-1904)
Ayant ainsi éliminé les possibilités de tous ses adversaires, Roca se représenta et fut à nouveau élu président pour un deuxième mandat de six ans (1898-1904) en pleine situation de tension avec le Chili. Le 15 février 1899, il rencontre son homologue, le président chilien Federico Errázuriz Echaurren à Punta Arenas. Cette rencontre est connue sous le nom d'Abrazo del Estrecho (littéralement « accolade du détroit »). Roca obtient la paix avec son voisin et la résolution des litiges frontaliers grâce à la sentence arbitrale frontalière entre l'Argentine et le Chili de 1902 (es).
La croissance économique continua, et il fit entreprendre des travaux publics importants.
Il crée la Copa Roca en 1914, une compétition de football entre le Brésil et l'Argentine dans le but de développer le sport et une saine rivalité entre ces deux pays.